# 高以忱
高以忱（1950年—），黑龙江人，中华人民共和国政治人物，中国共产党党员，黑龙江大学俄语系1972级毕业，曾长期在海外工作，曾任《光明日报》驻苏联和美国记者、中华人民共和国国家安全部副部长（副总警监），2005年起兼任中央防范和处理邪教问题领导小组办公室（610办公室）副主任、中共中央政法委副秘书长、中央维护稳定工作领导小组办公室副主任，任内多次以“中央部委领导”、“中央直属机关副部长”身份出席公开活动。不晚于2017年3月卸任公职，后担任民间学术团体中华炎黄文化研究会常务副会长、党组书记、中华炎黄文化研究会文明传承委员会首席顾问、中华炎黄文化研究会文明传承委员会发起人，并频繁以此身份出席公开活动，同时担任黑龙江大学北京校友会会长、北京黑龙江企业商会顾问。
2025年6月9日，因涉嫌严重违纪违法，接受中央纪委国家监委纪律审查和监察调查。